# Tweeny Point
Der Tweeny Point (englisch für Dienstmädchenspitze) ist eine Landspitze an der Nordküste Südgeorgiens. Am Ufer der Cumberland West Bay trennt sie die Entenbucht von der Carlita Bay.
Der Name dieser Landspitze ist erstmals auf einer Landkarte der britischen Admiralität aus dem Jahr 1929 verzeichnet. Der Benennungshintergrund ist nicht überliefert.